# 2MASS J05395200-0059019
2MASS J05395200-0059019 ist ein L-Zwerg im Sternbild Orion. Er wurde 2000 von Xiaohui Fan et al. entdeckt. Er gehört der Spektralklasse L5V an. Seine Position verschiebt sich aufgrund seiner Eigenbewegung jährlich um 0,356 Bogensekunden. Zudem weist er eine Parallaxe von etwa 76 Millibogensekunden auf.